# カラム・マクマナマン
カラム・マクマナマン（Callum McManaman 、1991年4月25日 - ）は、イングランド・ハイトン出身のプロサッカー選手。トレンメア・ローヴァーズFC所属。ポジションはMF。
元サッカーイングランド代表のスティーブ・マクマナマンは遠戚にあたる。

## 経歴

### クラブ
2015年1月、475万ポンドでウェスト・ブロムウィッチ・アルビオンFCに移籍。
2016年12月、シーズンいっぱいの契約でシェフィールド・ウェンズデイFCにレンタル移籍。
2017年8月31日、2年契約でサンダーランドAFCに移籍。
2018年夏、1年契約で古巣のウィガン・アスレティックFCに復帰した。

### 代表
2011年6月、ウィガンの選手として初めてFIFA U-20ワールドカップに参加。北朝鮮戦で大会初出場を果たすと、ナイジェリア代表に敗れるまでの全試合に出場した。2013年5月、UEFA U-21欧州選手権2013参加メンバーに選ばれたが、負傷のため辞退した。
なお祖父母がダブリン出身のため、サッカーアイルランド共和国代表として出場する権利も有している。

## 所属クラブ
ユース
- エヴァートンFC 1999-2007
- ウィガン・アスレティックFC 2007-2009

プロ
- ウィガン・アスレティックFC 2009-2015

→ ブラックプールFC 2011-2012 (loan)
- ウェスト・ブロムウィッチ・アルビオンFC 2015-2017

→ シェフィールド・ウェンズデイFC 2017 (loan)
- サンダーランドAFC 2017-2018
- ウィガン・アスレティックFC 2018-2019
- ルートン・タウンFC 2019-2020
- メルボルン・ビクトリーFC 2020-2021
- トレンメア・ローヴァーズFC 2021-

## 代表歴
- イングランド U-20
  - 2011 FIFA U-20ワールドカップ